# Coondle
Coondle är en ort i Australien. Den ligger i kommunen Toodyay och delstaten Western Australia, omkring 75 kilometer nordost om delstatshuvudstaden Perth. Antalet invånare är 612.
Runt Coondle är det mycket glesbefolkat, med 2 invånare per kvadratkilometer.. Närmaste större samhälle är Toodyay, nära Coondle. 
Trakten runt Coondle består till största delen av jordbruksmark. Genomsnittlig årsnederbörd är 763 millimeter. Den regnigaste månaden är juli, med i genomsnitt 131 mm nederbörd, och den torraste är december, med 14 mm nederbörd.